# Maarten 't Hart (kunstschilder)
Maarten 't Hart (Amersfoort, 16 november 1950) is een Nederlands kunstschilder.
Maarten 't Hart is in een christelijk gezin opgegroeid in Amersfoort. Hij was een zoon van een tenten- en zeilmaker. Zijn vader had ook een winkel in lederwaren. De christelijke geloofsovertuiging is nog steeds van wezenlijk belang in zijn leven.
Na de mulo heeft hij eerst gewerkt bij zijn vader, maar is vervolgens gegaan naar de Kunstacademie in Utrecht.
't Hart moet gezien worden als een fijnschilder. Hij schildert en tekent zeer realistisch schuren, boerderijen, woonhuizen, stationsgebouwen, kastelen en kerken. Hij heeft een voorkeur naar afbeeldingen van Middeleeuwse kerken, die zowel in binnen- als buitenland worden vastgelegd. Veel met olieverf, maar hij werkt ook met gewassen inkt. Hij schildert ook landschappen en stillevens.
Hij is sinds 1976 werkzaam in de buurtschap Groot Oever, tussen Balkbrug en IJhorst (Overijssel). Enige keren per jaar, wordt er in de gerestaureerde monumentale hooischuur naast zijn atelier, een tentoonstelling georganiseerd met vaste openingstijden.
Hij moet niet worden verward met zijn naamgenoot de schrijver Maarten 't Hart.
De volgende musea/instellingen hebben werk van Maarten 't Hart in hun collectie:
- Museum Flehite, Amersfoort
- Museum Henriette Polak, Zutphen
- Karmelklooster Drachten, Drachten
- N-K-Collectie, Amersfoort